# NAC Breda
NAC Breda (NOAD ADVENDO Combinatie) är en nederländsk fotbollsklubb som grundades den 19 september 1912 av de två klubbarna NOAD och ADVENDO.
NAC blev nederländska mästare 1921. Deras hemmaarena heter Verlegh Stadion (tidigare Fujifilm Stadion). 2003 hade klubben finansiella problem som löstes av staden Breda och klubbnamnet utökades med namnet Breda.

## Kända spelare
- Pierre van Hooijdonk
- Johan Elmander
- Joonas Kolkka

## Svenska spelare
- Johan Elmander